# 해남 진산리 청자 요지
해남 진산리 청자 요지(海南 珍山里 靑磁 窯址)는 대한민국 전라남도 해남군에 있는 고려시대전기의 대규모 가마터이다. 1985년 1월 4일 대한민국의 사적 제310호로 지정되었다.

## 개요
요지란 도자기, 기와, 그릇들을 굽던 가마터이다.
해남 진산리 일대에는 청자를 굽던 고려 전기의 대규모 가마터가 있다. 바닷가에 접한 낮은 구릉지대에 약 100여 기의 가마터가 남아 있으나, 바닷물에 의한 파괴가 심해 정확한 확인이 불가능한 상태이다. 그러나 다른 지방의 가마터가 대부분 육지에 있는 것에 비해, 진산리 가마터는 해안을 접한 낮은 구릉지대에 있는 것이 특징이다.
출토되는 도자기 조각들은 고려 전기 청자의 특징을 가지고 있다. 특히 청자와 함께 경질·연질 토기들이 발견되고 있어 주목된다. 또한 지금까지 가마터가 분명히 밝혀지지 않았던 철회·철채청자가 함께 출토되고 있는데, 이것으로 이 일대 가마터가 생산품이 다양하고 토기와 청자의 관계를 밝힐 수 있는 귀중한 자료가 되고 있다.
진산리 청자 가마터는 초기 청자의 생산지 문제를 풀 수 있는 중요한 유적으로, 토기와 고려청자의 관계도 함께 풀어갈 수 있는 우리나라 도자기 역사 연구에 중요한 유적이다.

## 같이 보기
- 고려청자

## 참고 자료
- 해남 진산리 청자 요지 - 국가유산청 국가유산포털